# Коттон (тауншип, Миннесота)
Коттон (англ. Cotton) — тауншип в округе Сент-Луис, Миннесота, США. На 2000 год его население составило 506 человек.

## География
По данным Бюро переписи населения США площадь тауншипа составляет 186,7 км², из которых 179,6 км² занимает суша, а 7,1 км² — вода (3,79 %).

## Демография
По данным переписи населения 2000 года здесь находились 506 человек, 192 домохозяйства и 142 семьи.  Плотность населения —  2,8 чел./км².  На территории тауншипа расположено 384 постройки со средней плотностью 2,1 построек на один квадратный километр. Расовый состав населения: 99,21 % белых, 0,59 % коренных американцев и 0,20 % приходится на две или более других рас. Испанцы или латиноамериканцы любой расы составляли 0,20 % от популяции тауншипа.
Из 192 домохозяйств в 28,1 % воспитывались дети до 18 лет, в 67,2 % проживали супружеские пары, в 3,1 % проживали незамужние женщины и в 26,0 % домохозяйств проживали несемейные люди. 20,3 % домохозяйств состояли из одного человека, при том 5,7 % из — одиноких пожилых людей старше 65 лет. Средний размер домохозяйства — 2,58, а семьи — 2,92 человека.
21,3 % населения — младше 18 лет, 7,7 % — в возрасте от 18 до 24 лет, 23,3 % — от 25 до 44, 31,6 % — от 45 до 64, и 16,0 % — старше 65 лет. Средний возраст — 44 года. На каждые 100 женщин приходилось 96,9 мужчин.  На каждые 100 женщин старше 18 приходилось 98,0 мужчин.
Средний годовой доход домохозяйства составлял 40 313 долларов, а средний годовой доход семьи —  46 042 доллара. Средний доход мужчин —  37 059  долларов, в то время как у женщин — 21 500. Доход на душу населения составил 16 216 долларов. За чертой бедности находились 0,7 % семей и 5,6 % всего населения тауншипа, из которых 4,3 % младше 18 и 9,1 % старше 65 лет.